# Coma (film 2022)
Coma è un film francese del 2022 scritto, diretto e co-prodotto da Bertrand Bonello. 
Il film mescola animazione e live action, e racconta la storia di un'adolescente chiusa in casa durante una crisi sanitaria globale e che naviga tra sogno e realtà, finché non inizia a seguire un'inquietante e misteriosa YouTuber di nome Patricia Coma. 

## Distribuzione
Il film è stato presentato in anteprima mondiale al Festival di Berlino 2022 in competizione nella sezione Encounters il 12 febbraio 2022,  dove ha vinto il Premio FIPRESCI. Questo è stato l'ultimo film girato dall'attore Gaspard Ulliel e il primo film uscito dopo la sua morte. Il film uscirà nelle sale francesi il 16 novembre 2022.
La prima foto del film con Louise Labeque, il cast completo e i dettagli della trama sono stati rivelati il 2 febbraio 2022.
Due clip del film sono state mostrate il 10 febbraio 2022. La clip intitolata "Cullen" presentava le voci di Gaspard Ulliel e Laetitia Casta rispettivamente nei panni delle bambole Scott e Sharon.
Il distributore belga Best Friend Forever ha pubblicato un poster e un teaser trailer di 20 secondi sul proprio account Instagram l'11 febbraio 2022.
Il 16 febbraio 2022 Best Friend Forever ha pubblicato sul proprio account Instagram una nuova clip di 9 secondi con Louise Labeque che suona un dispositivo elettronico simile al Cubo di Rubik.
Nell'autunno 2022 il film è stato presente al quarantesimo Torino Film Festival.

## Critica
Su Rotten Tomatoes, il film ha l'75% di critiche positive, basato su 8 recensioni, con un punteggio di 6.80/10.

## Riconoscimenti
- Festival di Berlino 2022 - Premio FIPRESCI a Bertrand Bonello[13]
- Festival di Istanbul 2022 - Candidatura al Premio Golden Tulip a Bertrand Bonello[14]
- Festival Las Palmas de Gran Canaria 2022 - Candidatura al Premio Golden Lady Harimaguada a Bertrand Bonello[15][16]